# Gevlekte akkerslak
De gevlekte akkerslak (Deroceras reticulatum) is een landnaaktslak uit de familie Agriolimacidae. Er zijn verschillende namen voor deze soort, zoals grauwe veldslak, grauwe aardslak, akkeraardslak en melkslak(je).

## Beschrijving

### Schelpkenmerken
Deze soort heeft geen uitwendige schelp. De schelp is rudimentair en bevindt zich inwendig onder het mantelschild. De schelp is niet gewonden, zoals bij de meeste slakkensoorten maar bestaat uit een plat, ovaal kalkplaatje (verwarrend genoeg ook wel 'schild(je)' genoemd) waarop groeilijnen te zien zijn. De schelp bestaat volledig uit calcitische kalk en kan als fossiel bewaard blijven. De schelp is niet kenmerkend voor de soort: schildjes van alle Agriolimacidaesoorten lijken op elkaar.

### Kenmerken van het dier
De maximale lengte van het dier is ongeveer 6 centimeter. De kleurvariatie is vrij groot, van witgeel, lichtbruin, bruin tot bijna zwart. De meeste dieren hebben echter lichte bruin tinten. Meestal zit er een iets donkerder, net-achtige vlekkentekening op het achterlijf, het mantelschild is ovaal en de ademopening zit vrij ver naar achteren. Het slijm is ondoorzichtig en heeft een witte kleur.

### Habitat en leefwijze
De gevlekte akkerslak leeft in uiteenlopende biotopen met uitbundige vegetatie waar voldoende schaduw aanwezig is en de relatieve luchtvochtigheid niet te laag is. Hij wordt aangetroffen in bossen, struikgewas en tuinen, maar ook in heidevelden, graslanden en akkers. Alleen bij vochtig weer zijn de dieren actief, bij aanhoudende droogte komt de slak alleen 's nachts tevoorschijn want zoals alle naaktslakken kan deze soort zeer slecht tegen een lage luchtvochtigheid. Als schuilplaats worden meestal grote stenen of boomstammen gebruikt, maar afgevallen bladeren op de bodem en dichte bodembedekkende vegetatie voldoen ook.
Het dier is een alleseter: groene planten, schimmels, paddenstoelen, uitwerpselen van andere dieren enz. staan op het menu.
Op zijn beurt is de gevlekte akkerslak een belangrijke voedselbron voor allerlei diersoorten zoals egels, bepaalde vogels en veel soorten reptielen waaronder de hazelworm.

### Voorkomen
De gevlekte akkerslak is in Nederland en België algemeen en is hier een van de meest voorkomende naaktslakkensoorten.

### Fossiel voorkomen
De kalkplaatjes van akkerslak soorten zijn niet zeldzaam als fossiel in afzettingen uit het Pleistoceen en het Holoceen. Omdat de schelp geen onderscheidende kenmerken heeft voor een bepaalde soort, kunnen zij alleen tot op geslachtsniveau (Deroceras) gedetermineerd worden. Het is echter te verwachten dat de meeste fossiele kalkplaatjes tot de gevlekte akkerslak behoren.

## Verhouding tot de mens

### Schade en bestrijding
De gevlekte akkerslak is een potentiële verspreider van ziekteverwekkers en parasieten. Belangrijker is echter dat het een van de meest beruchte naaktslakkensoorten in kassen en tuinen is, vanwege de grote vraatzucht aan allerlei groene planten.
Bestrijding kan op diverse manieren. Zout strooien werkt wel maar dit kan beter niet gedaan worden omdat het heel slecht is voor bodem en planten. 'Slakkenkorrels' werken goed maar aangezien hier sprake van een gif is, zijn zij eveneens af te raden. Vogels, egels en andere natuurlijke vijanden kunnen ook aan dit gif sterven. De beste methode is het uitzetten van aaltjes (nematoden) uit het geslacht Phasmarhabditis. Dit zijn kleine parasitaire wormpjes die de slak binnendringen en doden.

## Fotogalerij

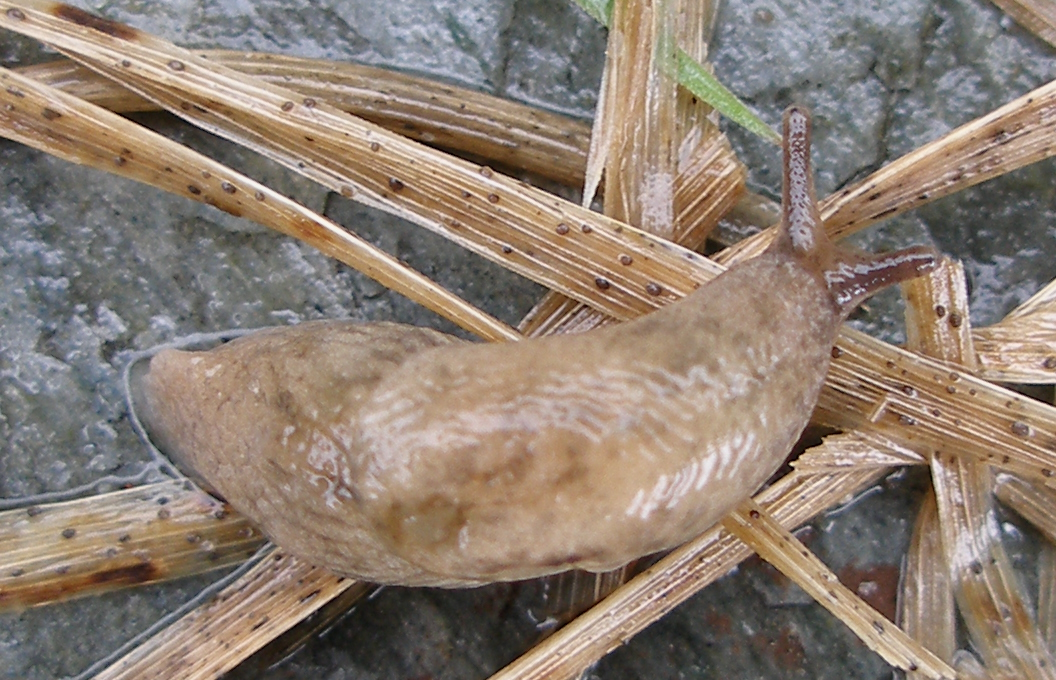
Gevlekte akkerslak in het gras.